# هلا عون
هلا عون (5 أغسطس 1961  -)، ممثلة لبنانية. هي ملكة جمال لبنان في فترة من الفترات استفدت سينما اللبنانية من جمالها فعملت بالعديد من الأفلام والمسلسلات, تزوج لفترة قصيرة من المغني اللبناني سمير حنا ورزق منه بابنة واحدة.

## روابط خارجية
- هلا عون على موقع IMDb (الإنجليزية)
- هلا عون على موقع قاعدة بيانات الأفلام العربية